# Hilde Bock
Hildegard „Hilde“ Bock, geb. Merdes (* 8. Dezember 1916 in Darmstadt; † 31. Oktober 2010 in Saarbrücken) war eine saarländische Keramikkünstlerin.

## Werdegang
Hilde Bock lebte ab 1925 in Saarbrücken und fand erst im fortgeschrittenen Alter zur künstlerischen Arbeit. Zuvor hatte sie Bürotätigkeiten ausgeübt, unter anderem bei der Frauenzeitschrift „Charme“, die ab 1947 in Saarbrücken erschien, herausgegeben von Angela Braun, SPD-Aktivistin im Widerstand gegen die Nationalsozialisten.
Mit 44 Jahren begann sie eine Ausbildung an der Werkkunstschule Saarbrücken und gehörte zur von Anneliese Braunmüller betreuten Keramikklasse. Als diese geschlossen wurde, bildete sie sich autodidaktisch weiter. Ihr Atelier hatte sie viele Jahre auf dem Saarbrücker Eschberg.

## Werk
In der regionalen Kunstszene war sie gut vernetzt. Der Saarbrücker Maler und Grafiker Franz Schnei, der zeitweise mit Picasso in Kontakt stand, unterstützte aktiv ihre künstlerischen Ambitionen. Zusammen mit Max Mertz und Will Faber schuf sie elegante künstlerische Vasen. Ihre funktionale Gebrauchskeramik löste sich schon früh von klassischen Formen, indem die Künstlerin sich stärker der Abstraktion zuwandte. Bald  bestimmten stark vereinfachte Formen ihre Arbeit, mit denen sie auch weniger anspruchsvolle Figuren modellierte, oft um Redensarten (z. B. „Die Katze im Sack kaufen“) zu verkörpern. „Gegen Ende der 80er-Jahre findet eine langsame Hinwendung zur streng geometrischen Form statt. Die Keramikflächen werden monochrom koloriert und zu stereometrischen Formen zusammengefügt.“
Mit Kacheln gestaltete sie Objekte für den öffentlichen Raum. Eine gekachelte Wandgestaltung ist in der Nähe ihres ehemaligen Wohnortes erhalten. Dieser Treppenaufgang am Brandenburger Platz auf dem Eschberg, 1989 entstanden, sei ein Musterbeispiel für „erhaben gestaltete Ornamentik“, wie die Kunsthistorikerin Nicole Baronsky-Ottmann schreibt. Aus dem Jahr 1990 stammte eine vielfarbige Doppelstele („Begegnungs-Skulptur“), die sie gemeinsam mit Lewan Davidovic Mcheidse und Hans-Georg Mischon am Tbilisser Platz vor dem Saarbrücker Staatstheater gestaltete. Wegen Statikmängeln musste im September 2000 abgebaut werden.

## Ausstellungen (Auswahl)
- 1976: Staatliche Gemäldegalerie Tbilissi (Georgien)
- 1979: Moderne Galerie, Saarbrücken
- 1984: Musejsky Prostor Jesuitski, Zagreb
- 1986: Deutsche Bank, Frankfurt
- 1987: Handwerksmessen München und Koblenz
- 1990: Saarländische Landesvertretung in Bonn
- 2000: Rathaus Saarbrücken
- 2003: Gruppenausstellung „Angewandte Kunst“ im Saarländischen Künstlerhaus
- 2005: Museum St. Arnual

## Nachlass
Dem Museum St. Arnual vermachte sie einen Teil ihres künstlerischer Nachlasses, der dort zur Dauerausstellung gehört. Ein anderer Teil des Nachlassvermögens ging an Saarbrücker Frauenhäuser.